# Vitamine E
Vitamine E is een vitamine die bestaat uit een mengsel van acht verschillende, vetoplosbare stoffen: vier tocoferolen en vier tocotriënolen. De actiefste component is α-tocoferol. Daarnaast zijn er de bèta-, gamma- en delta-tocoferol evenals de alfa-, bèta-, gamma- en delta-tocotriënol. Vitamine E is een antioxidant.
Belangrijke bronnen van vitamine E zijn plantaardige olie (in het bijzonder tarwekiemolie), noten en bladgroenten. Kiwi bevat het meeste vitamine E van alle vruchten. Het is met name een vetarme vitamine E-bron.
Voor vitamine E in voedingssupplementen is er een verschil tussen de natuurlijke en synthetische vorm, wat te maken heeft met de verschillende stereo-isomeren van alfatocoferol. Het in het laboratorium vervaardigde all-rac-alfa-tocoferol (vroeger dl-alfa-tocoferol) is een racemisch mengsel van alle acht stereo-isomeren van alfatocoferol, terwijl vitamine E in natuurproducten slechts een van de acht stereo-isomeren van alfatocoferol bevat, namelijk de enige vorm van alfatocoferol die in het lichaam biochemisch actief is: RRR-alfa-tocoferol (vroeger d-alfa-tocoferol genoemd). Vitamine E in natuurproducten bestaat bovendien uit een complex van vier tocoferolen en vier tocotriënolen die alle onder de noemer "vitamine E" vallen. In multiformules is meestal alleen alfatocoferol vertegenwoordigd, terwijl in voedingssupplementen met uitsluitend vitamine E in toenemende mate ook de andere tocoferolen en tocotriënolen vertegenwoordigd zijn. De natuurlijke en synthetische alfatocoferol verschillen soms weinig in antioxidatieve eigenschappen. Biochemisch verschillen synthetische en natuurlijke alfatocoferol wel degelijk aanzienlijk van elkaar. Te voorspellen valt dat synthetische alfatocoferol slechts een achtste van de activiteit bezit van de natuurlijke, aangezien alleen RRR-alfa-tocoferol de juiste ruimtelijke structuur bezit om op receptoren te passen of om als cofactor van een enzym te dienen.

## Tekort
Een tekort aan vitamine E komt zelden voor. Vijf gevallen waarin het voorkomt zijn:
1. Mensen die geen vetten kunnen absorberen omdat ze geen gal produceren of een zeldzaam probleem hebben met hun vetmetabolisme;
2. Patiënten die chirurgisch een gastric bypass hebben ondergaan waardoor ze onvoldoende vitamine E kunnen resorberen;
3. Mensen met een genetische afwijking in hun α-tocoferoltransporteiwit;
4. Te vroeg geboren kinderen met een zeer laag gewicht (minder dan 1500 gram).
5. Mensen met obesitas.

Mocht er toch een tekort ontstaan, dan kunnen zogenaamde stekel- of doornappelcellen ontstaan, acanthocytose genaamd.
Tocofersolan is een geneesmiddel ontwikkeld om vitamine E-tekort te behandelen.

## Gezondheid
In medische kringen wordt het positieve effect van vitamine E-supplementen betwist vanwege de afwezigheid van consistent bewijs. Daarentegen zijn er onderzoeken die aangeven dat γ-tocoferol wel effectief is. Verder is er sterk bewijs dat het innemen van 400 Internationale Eenheden of meer vitamine E per dag (dat is ruim 20 × de adh) voor langere tijd zorgt voor een verhoogde kans van 1-3% op sterfte.

## Cosmetica
Vitamine E en derivaten van vitamine E zoals tocoferylacetaat worden veel gebruikt in de cosmetica. De belangrijkste reden is dat vitamine E ook in cosmetica als antioxidant werkt en zo de crème zelf beschermt tegen bederf door de inwerking van zuurstof. Een andere reden zou kunnen zijn dat het een verkoopargument is; mensen associëren een crème met vitamine E met gezondheid. In werkelijkheid komt er via cosmetica maar weinig vitamine E het lichaam binnen.
De cosmetica-naam van vitamine E is tocopherol.